# Нобелівський комітет

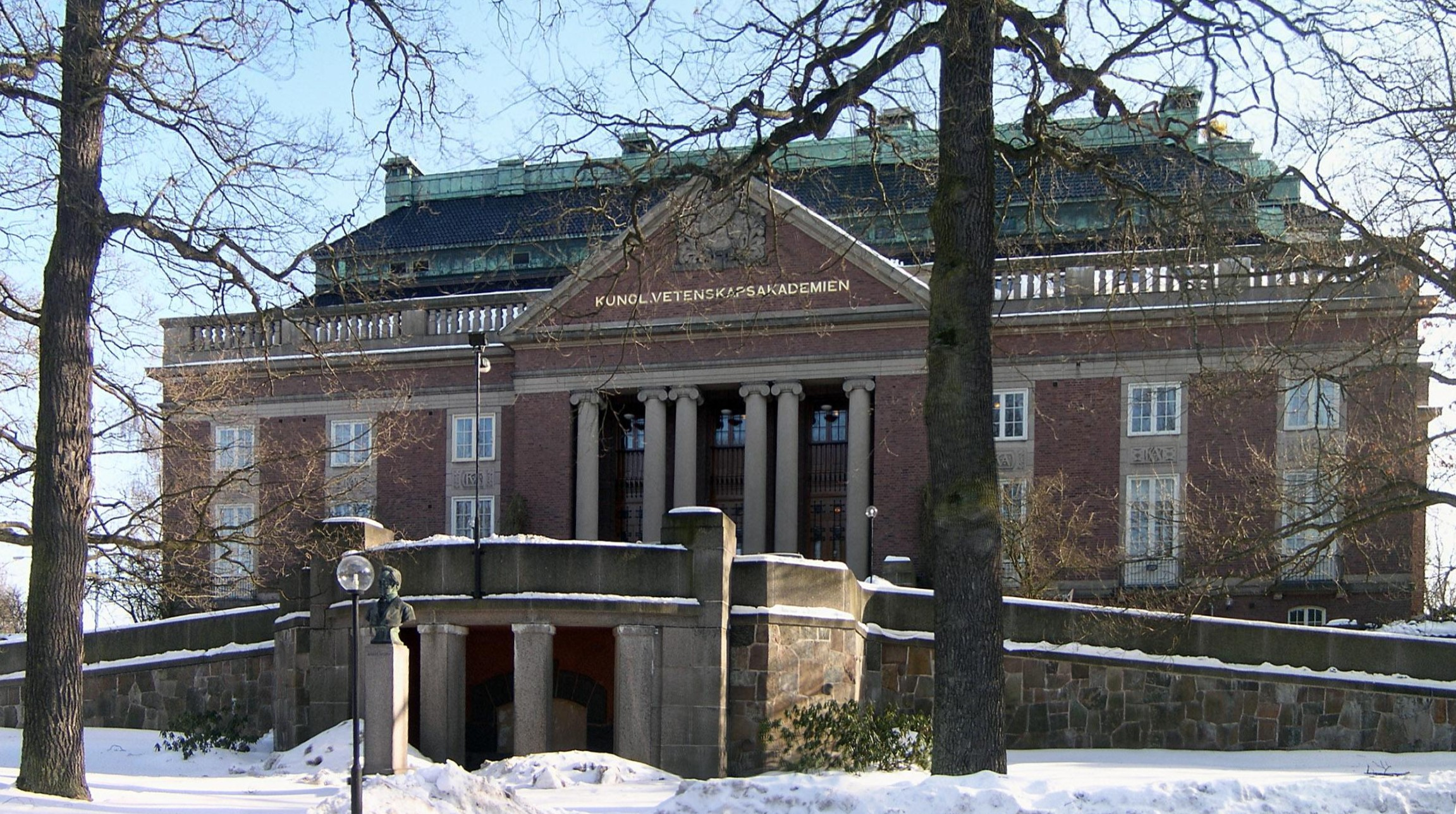
Два з Нобелівських комітетів (з фізики та хімії), а також Комітет присудження премії з економіки, розташовані у Шведській королівській академії наук

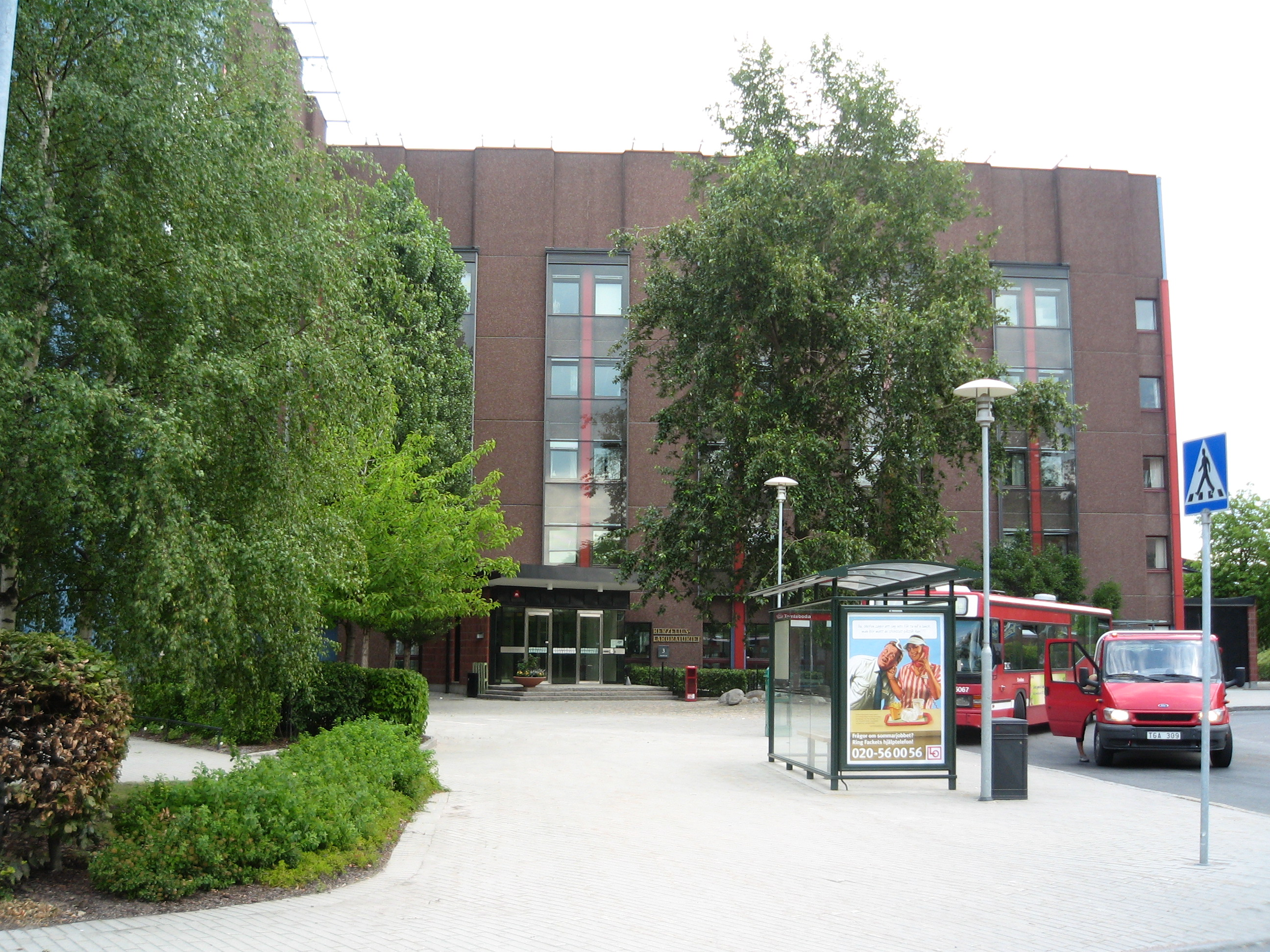
Нобелівський комітет з фізіології та медицини розташований в Каролінському Інституті

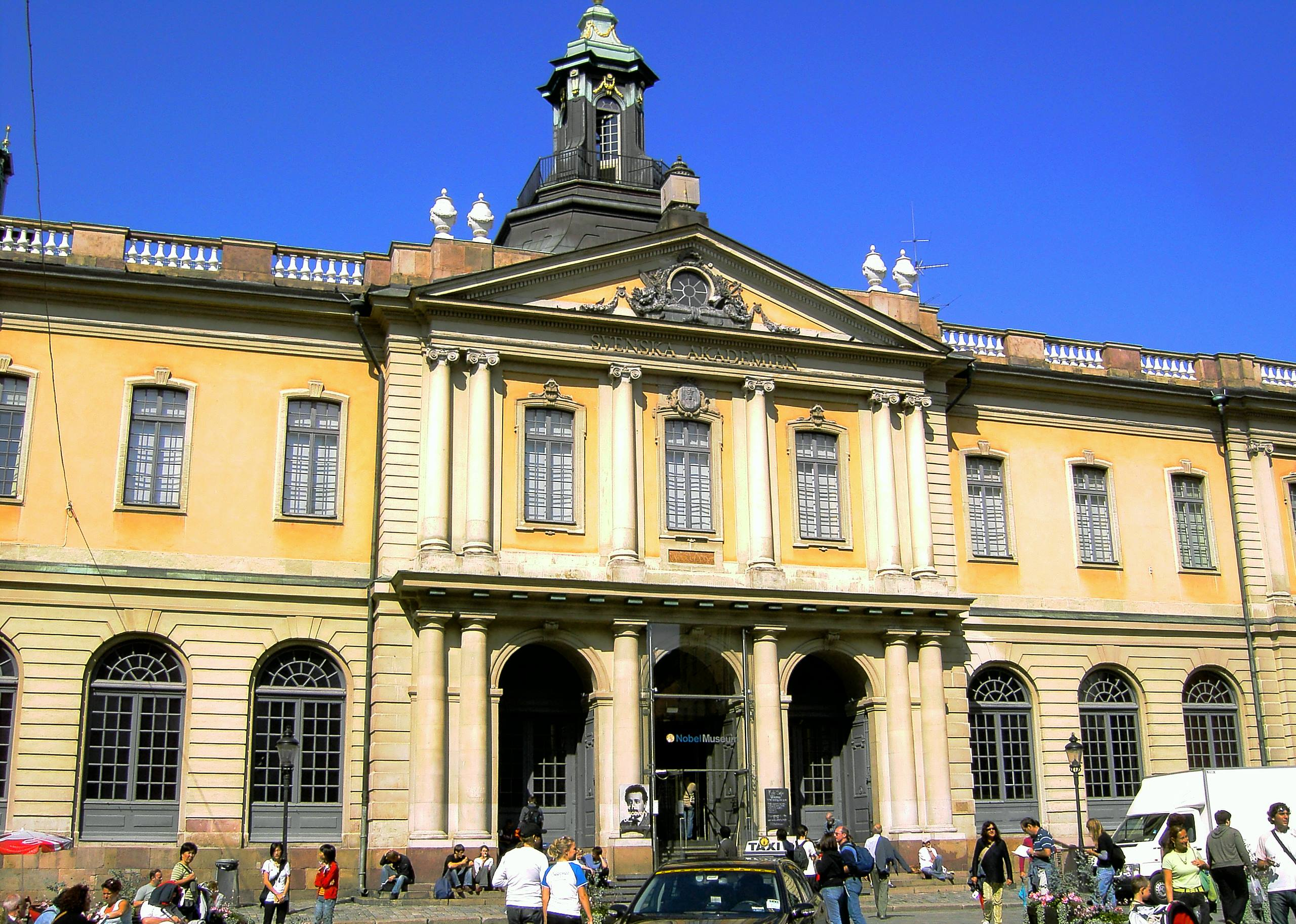
Нобелівський комітет з літератури розташований у Шведській академії

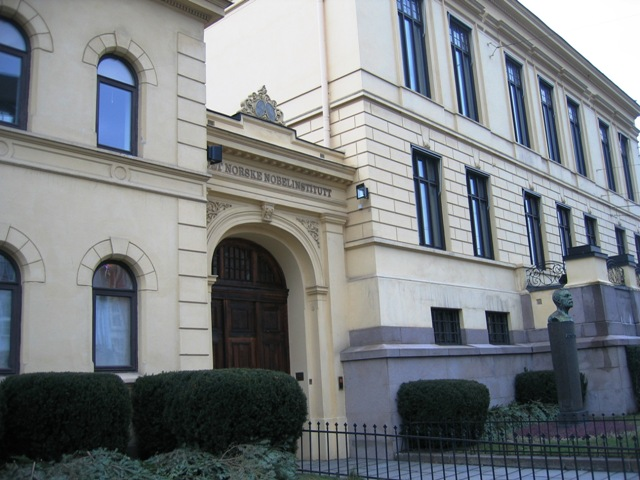
Норвезький Нобелівський комітет, який призначає Стортинг, має свій власний допоміжний орган у формі Норвезького Нобелівського інституту

Но́белівський коміте́т — робочий орган, відповідальний за більшу частину роботи при виборі лауреатів на отримання Нобелівської премії. Всього існує п'ять Нобелівських комітетів, по одному на кожну з Нобелівських премій.
Нобелівські комітети з чотирьох премій (з фізики, хімії, фізіології або медицини та літератури) є робочими органами своїх відповідних присуджувальних організацій — Шведської королівської академії наук, Каролінського інституту та Шведській академії. Ці чотири Нобелівські комітети лише пропонують кандидатури лауреатів, тоді як кінцеве рішення приймають більші збори — Шведська королівська академія наук присуджує премії з фізики та хімії, Шведська академія — з літератури та 50 членами Нобелівських зборів Каролінського інституту — з медицини та фізіології.
П'ятий Нобелівський комітет — Норвезький Нобелівський комітет (усі п'ять його членів призначає норвезький парламент Стортинг), відповідальний за Нобелівську премію миру та має особливий статус, оскільки він є як робочим органом з вибору кандидатів у Нобелівські лауреати, так і присуджувальним органом з цієї премії.
Присудження Нобелівської премії з економіки відбувається так само, як і присудження вищенаведених п'яти Нобелівських премій, але відповідний комітет називається Комітетом присудження премії з економіки на честь Альфреда Нобеля. Комітет обирає Шведська королівська академія наук.

## Премія Дмитрові Муратову
У жовтні 2021 року Дмитро Муратов та американо-філіппінська журналістка Марія Ресса отримали Нобелівську премію миру за «їхні зусилля із захисту свободи слова, яка є необхідною умовою демократії та тривалого миру». Росіянин заявив, що фінансову частину премії вирішив передати у фонд «Коло добра», заснований указом В. Путіна. На думку російського журналіста Аркадія Бабченка, Нобелівський комітет безпосередньо відправляє гроші у фонд країни, що веде війну проти України, і фінансове навантаження на Росію буде менше — вивільнені гроші можна буде витратити на новий танк.